# Vetulonia densilirata
Vetulonia densilirata is een slakkensoort, de plaatst in een familie is onzeker. De wetenschappelijke naam van de soort is voor het eerst geldig gepubliceerd in 1927 door Dall.